# Beans Ace
Beans Ace (ビーンズエース Bīnzu Ēsu?) es una revista de la editorial Kadokawa Shoten, que serializa las series de manga con relación a novelas ligeras. Inició su publicación trimestral en julio de 2005 como una edición especial de Shōnen Ace, aunque actualmente es una edición especial de la Gekkan Asuka. A partir de noviembre de 2007 su publicación pasó a ser en los meses pares, en el día 10.

## Manga publicado en la revista
- Code Geass: Hankō no Suzaku
- Saiunkoku Monogatari